# 帰還法

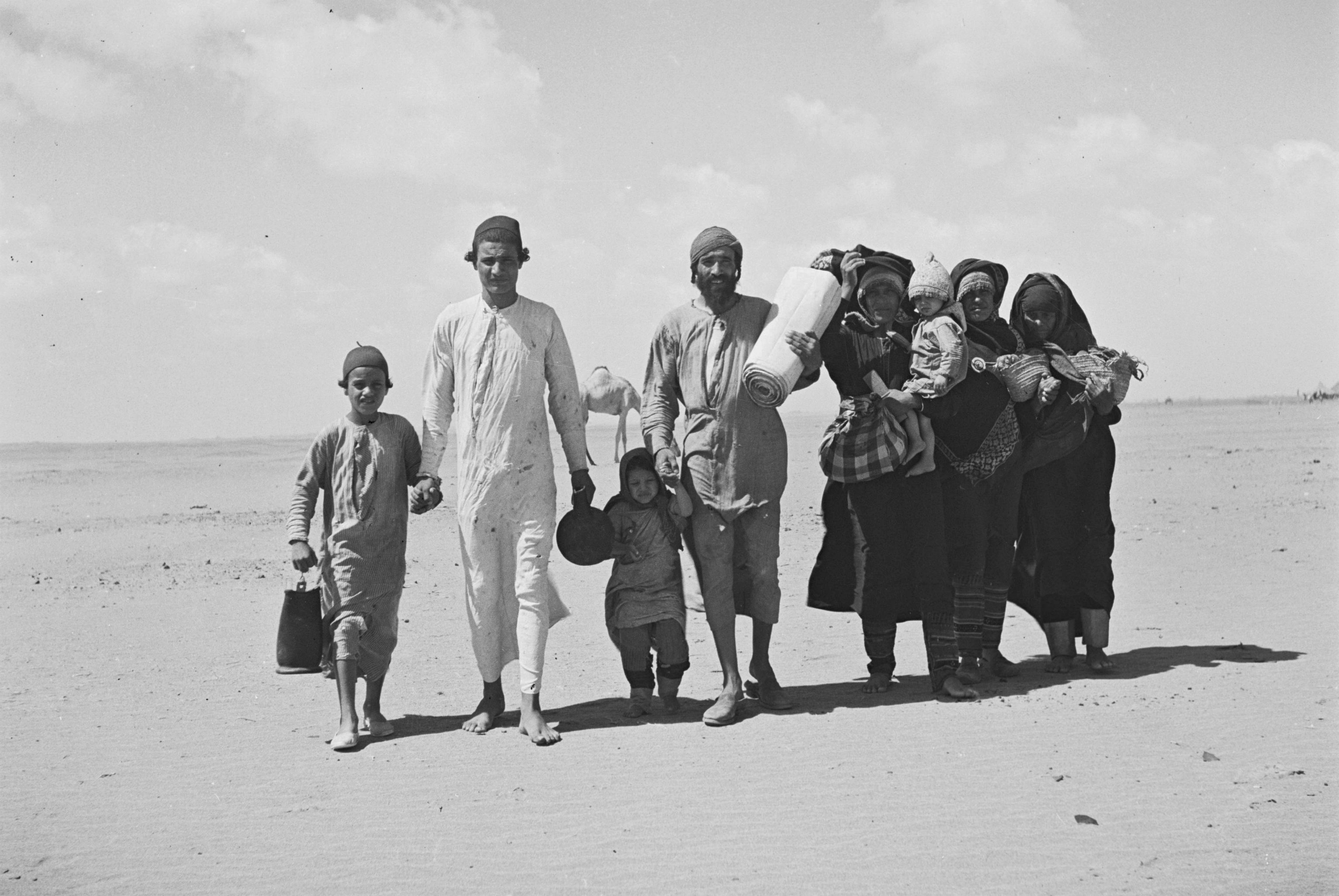
イェメンから歩いてイスラエルを目指すユダヤ人難民
_{イスラエル建国後、アラブ諸国での反ユダヤ感情から、以前はイスラム法の下で二級市民として差別された生活を余儀なくされていたユダヤ人が大量にイスラエルに流入した。}

帰還法（きかんほう、英: The Law of Return、ヘブライ語: חוק השבות、ヘブライ語ラテン翻字: ḥok ha-shvūt, hoq ha-shevut）は、イスラエルの法律。国外のユダヤ教徒がイスラエルにアリーヤー（移民）することを認めるもの。
イスラエル独立宣言（1948年5月14日）から約2年後の1950年7月5日に制定され、1954年と1970年に改定された。

## 改定の変遷
- 1950年 - ダヴィド・ベン＝グリオン首相
第1条（帰還の権利）、第2条（移民の査証）、第3条（移民の証明書）、第4条（住民および新生児）、第5条（実施および規定）から成る。
- 1954年 - モシェ・シャレット首相
第2条に「犯罪歴のある人物」の除外を追加など、一部改定。
- 1970年 - ゴルダ・メイア首相
第4条に「ユダヤ人の母から産まれた者、もしくはユダヤ教に改宗し他の宗教を一切信じない者」という帰還法におけるユダヤ人の定義を追加など、大幅な改定。

## 帰還法の実績
エチオピアからの移民計画だった1985年のモーゼ作戦と1991年のソロモン作戦も、帰還法に則ったものだった。
1950年以来、273万4245人以上の教徒がイスラエルに帰還した。帰還法ではユダヤ人（孫を含む）のすべての子孫に国籍を付与するよう定義されているため、これまで数十万人の非ユダヤ人も、イスラエルの市民権を得たという。